# William Pakenham, IV conte di Longford
William Lygon Pakenham, IV conte di Longford (31 gennaio 1819 – 19 aprile 1887), è stato un politico irlandese.

## Biografia
Era il secondo figlio di Thomas Pakenham, II conte di Longford, e di sua moglie, Lady Georgiana Emma Charlotte Lygon, figlia di William Lygon, I conte Beauchamp.

## Carriera
Successe alla contea nel 1860 alla morte del fratello maggiore, Edward. Prese il suo posto nella Camera dei lord come un politico conservatore. Servì come Sottosegretario di Stato per la guerra (1866-1868) prima sotto il conte di Derby e poi sotto Benjamin Disraeli.
Era anche un colonnello nel 1º e 2º battaglione dei Northumberland Fusiliers. Nel febbraio 1870 divenne presidente della Central Protestant Defence Association che è stato istituito in risposta alla legge Irish Church Disestablishment Act 1869. È stato anche Lord Lord luogotenente di Longford (1874-1887). È stato membro del Kildare Street Club.

## Matrimonio
Sposò, il 12 novembre 1862 a Londra, Selina Rice-Trevor (11 settembre 1836-22 gennaio 1918), figlia di George Rice-Trevor, IV barone Dynevor. Ebbero cinque figli:
- Lady Georgiana Frances Henrietta Pakenham (1863-30 luglio 1943), sposò Hugh Gough, III visconte Gough, ebbero tre figli;
- William Pakenham, Lord Silchester (19 ottobre 1864-16 febbraio 1876);
- Thomas Pakenham, V conte di Longford (19 ottobre 1864-21 agosto 1915);
- Edward Michael Pakenham (20 febbraio 1866-27 dicembre 1937);
- Lady Louisa Katharine Pakenham (1868-9 marzo 1954), sposò William Vane, ebbero tre figli.

## Morte
Morì il 19 aprile 1887, a 68 anni.